# Apostolos Sahinis
Apostolos Sahinis (în greacă Απόστολος Σαχίνης, n. 6 decembrie 1919 – d. 5 decembrie 1997) a fost un critic literar grec.

## Biografie
S-a născut pe 6 decembrie 1918 la Atena, într-o familie originară din Siatista - Macedonia. Și-a completat studiile secundare în 1936 la Liceul Varvakio. În 1941 a absolvit Facultatea de Drept a Universității din Salonic, iar în 1942 a obținut o diplomă de la Școala de Științe Politice și Economice. În 1955 a urmat studii de masterat (Masters of Arts) la Kings College din Londra. Aceeași instituție i-a acordat în 1955 premiul Burrows pentru studii grecești și în 1957 titlul academic de doctor. În perioada studiilor sale în Anglia (din 1954 până în 1955) a colaborat la secția în limba greacă a postului de radio BBC. În 1961 a absolvit Facultatea de Filozofie din Atena.
Din 1959 până în 1966 a lucrat pe post de cercetător la Institutul de Studii Neoelenice al Centrului Național Grec de Cercetare, în timp ce în perioada 1965-1967 a predat literatura greacă modernă la Institutul Pedagogic din Atena. A fost numit profesor colaborator (în 1965) și lector de filologie neogreacă (în 1969) la Universitatea Aristotel din Salonic. În 1968 a devenit profesor asociat la Facultatea de Filosofie a Universității din Ioannina și în 1970 profesor de filologie neogreacă la Facultatea de Filosofie a Universității din Salonic, fiind titularizat oficial în martie 1972 și lucrând acolo până în mai 1984. A predat, de asemenea, literatura neogreacă la Școala de Teatru a Teatrului Național al Greciei. În perioadele 1979-1981 și 1991-1993 a fost președinte al Comitetului pentru acordarea premiului de stat pentru literatură din cadrul Ministerului Culturii.
El a fost unul dintre membrii fondatori ai Societății Naționale a Scriitorilor Greci, îndeplinind funcțiile de membru al consiliului de conducere și de vicepreședinte. A fost membru și președinte (din 1987) al Fundației Kostis Palamas. În 1984 a fost ales membru titular al Academiei din Atena (Academia Națională a Greciei), în secția de arte și litere. A fost, de asemenea, membru al consiliului de conducere și apoi secretar general (din 1991) al Fundației Costas și Helen Ourani din cadrul Academiei din Atena. În 1994 a servit ca secretar al publicațiilor Academiei.

## Activitatea critică a lui Apostolos Sahinis
Domeniul său de activitate a fost preocupat de cercetarea operei scriitorilor moderni, a curentelor literare, a tendințelor noului roman grec și a teoriei critice. Potrivit profesorului Panagiotis Masrodemitris, Sachinis „a combinat reflecția evaluativă cu cercetarea și a propus [...] o viziune unitară a studiului literaturii (utilizând modelul anglo-saxon de savant-critic”)

## Opera literară
A colaborat cu recenzii literare la revistele Ta Nea Grammata, Angloellinikí Epitheorisi, Nea Estia, Epoches, Nea Poreia și Efthyni, iar din 1945 până în 1967 la ziarul Ethnos. A redactat articole despre literatura greacă în dicționarele de literatură universală Dizionario Bombiani și Kindlers Literatur Lexikon.
- Aναζητήσεις της μεσοπολεμικής πεζογραφίας [„Conversații despre proza interbelică”], 1945
- Η πεζογραφία της Κατοχής [„Proza din perioada Ocupației”], 1948
- Η σύγχρονη πεζογραφία μας [„Proza noastră contemporană”], 1951
- Το ιστορικό μυθιστόρημα [„Romanul istoric”], 1957 (premiul II pentru critică al Ministerului Educației)
- Το νεοελληνικό μυθιστόρημα [„Romanul grec modern”], 1958
- Συμβολή στην ιστορία της Πανδώρας και των παλιών περιοδίκών [„Contribuție la istoria Pandorei și a altor periodice vechi”], 1964
- Νέοι πεζογράφοι [„Prozatorii noi”], 1965 (premiul I pentru critică al Ministerului Educației)
- Πεζογράφοι του καιρού μας [„Prozatorii epocii noastre”], 1967
- Το nouveau roman και το σύγχρονο μυθιστόρημα [„Nouveau Roman și romanul modern”], 1972
- Παλαιότεροι πεζογράφοι [„Prozatori vechi”], 1973 (premiul Fundației Kostas și Eleni Ouranis)
- Μεσοπολεμικοί και μεταπολεμικοί πεζογράφοι [„Prozatori interbelici și postbelici”], 1979
- Γύρω στο Κρητικό θέατρο [„Despre teatrul cretan”], 1980
- Η πεζογραφία του αισθητικού [„Proza estetică”], 1981 (premiul de stat pentru critică al Ministerului Culturii)
- Προσεγγίσεις. Δοκίμια κριτικής [„Abordări. Eseuri critice”], 1989
- Το αφηγηματικό έργο του Πετσάλη-Διομήδη [„Opera narativă a lui Petsali-Diomidi”], 1992
- Θεωρία και άγνωστη ιστορία του μυθιστορήματος στην Ελλάδα, 1760-1870 [„Teoria și istoria necunoscută a romanului în Grecia, 1760-1870”], 1992
- Ένας επικός ύμνος του Ελληνισμού. Η φλογέρα του βασιλιά του Παλαμά [„Un imn epic al elenismului. Flautul regal al lui Palama”], 1993
- Ο Παλαμάς και η κριτική [„Palamas și criticii”], 1994
- Τετράδια κριτικής [„Caiete critice”], vol. 1-9, 1978-1996